# 大克拉姆斯
大克拉姆斯是德国梅克伦堡-前波莫瑞州的一个市镇。总面积10.32平方公里，总人口181人，其中男性92人，女性89人（2011年12月31日），人口密度18人/平方公里。